# 오딘 (스타크래프트)
오딘(영어:Odin)은 스타크래프트 2 종족인 테란의 유닛이다. 토르의 모체가 된 유닛이 된다.

## 특징
오딘은 스타크래프트 2에서 새롭게 추가된 유닛으로 스타크래프트 2의 캠페인과 협동전에서만 등장하는 유닛이다. 테란의 강력한 최종 병기 중에 하나로 스타크래프트 2의 모든 지상 유닛들 중에서도 가장 강력한 유닛 중에 하나가 된다. 오딘은 일반적인 공격력뿐만 아니라 마법 기술을 하나 가지고 있으며 75의 마나를 사용하는 연발 포격이란 공격 마법 기술으로 적에게 막대한 피해를 주게 된다. 다만 오딘은 테란의 생산 건물이 아닌 특수한 경우에서만 생산이 가능한 유닛이 된다. 특수한 경우를 통해 오딘을 생산하게되면 오딘을 생산하는데 필요한 자원, 생산 시간은 광물:500, 가스:200, 생산 시간:180초가 된다. 특수한 경우에서만 생산이 가능한만큼 인구수는 따로 들어가지않는다. 유닛의 능력치는 체력:2500, 방어력:3, 지대지 광역 공격력:40, 지대공 공격력:15의 능력치를 가지고 있다. 이외에 오딘은 유령, 악령과 같이 핵미사일 공격이 가능한 유닛이다. 오딘의 경우는 크루시오 공성 전차와 같이 사용되며 이외 다른 테란의 유닛들과 강력한 조합을 만들어내는 유닛이 된다.

## 같이 보기
- 스타크래프트
- 테란